# Bandera del Magdalena
La bandera del Magdalena es el principal símbolo oficial del departamento colombiano del Magdalena; consiste en seis bandas alternadas en azul y rojo, que simbolizan la integridad y firmeza del alma de los pobladores del departamento; sobre ellas se encuentran 30 estrellas formando a su vez otra gran estrella, que representan los municipios y el distrito que lo conforman.
El Magdalena tuvo su primera bandera cuando se creó el Estado Soberano del Magdalena en 1857; ésta era la misma de Colombia, con el escudo nacional superpuesto en el centro, el cual iba rodeado por un óvalo de color rojo con un lema que llevaba el nombre del Estado en él. Esta norma se utilizó para todos los demás estados de la Unión Colombiana, con la inscripción cambiada por su respectivo nombre. Sin embargo debido a que el país cambió de nombre tres veces entre 1858 y 1863, los emblemas tuvieron que ser readoptados igual número de veces.
Estas banderas fueron usadas hasta 1886, cuando los Estados Soberanos fueron suprimidos y a partir de ellos fueron creados los departamentos.

## Banderas históricas

Bandera del Estado Soberano del Magdalena en 1856.
Bandera del Estado Soberano del Magdalena en 1863.